# Nuoto di fondo ai Campionati africani di nuoto 2018
Le gare di nuoto di fondo ai Campionati africani di nuoto 2018 si disputarono nel settembre 2018, presso il Lago Boukourdane nei pressi di Algeri in Algeria.

## Podi

### Uomini
| Evento          | Oro              | Tempo    | Argento    | Tempo    | Bronzo         | Tempo    |
| --------------- | ---------------- | -------- | ---------- | -------- | -------------- | -------- |
| 5 km (dettagli) | Marwan El-Amrawy | 57:55.21 | Said Saber | 58:21.42 | Adel El-Behary | 59:23.50 |

### Donne
| Evento          | Oro                     | Tempo      | Argento    | Tempo      | Bronzo   | Tempo      |
| --------------- | ----------------------- | ---------- | ---------- | ---------- | -------- | ---------- |
| 5 km (dettagli) | Souad Nafissa Cherouati | 1:02:49.02 | Sandy Atef | 1:02:50.48 | Dana Akl | 1:03:43.81 |

## Medagliere
La nazione ospitante è evidenziata
| Posizione | Paese   | Oro | Argento | Bronzo | Totale |
| --------- | ------- | --- | ------- | ------ | ------ |
| 1         | Egitto  | 1   | 1       | 2      | 4      |
| 2         | Algeria | 1   | 0       | 0      | 1      |
| 3         | Marocco | 0   | 1       | 0      | 0      |
| Totale    | Totale  | 2   | 2       | 2      | 6      |